# Cucullia amoena
Cucullia amoena är en fjärilsart som beskrevs av Philippi 1860. Cucullia amoena ingår i släktet Cucullia och familjen nattflyn. Inga underarter finns listade i Catalogue of Life.